# Tomman
Tomman ist eine kleine Insel in der Provinz Malampa des Inselstaats Vanuatu im Korallenmeer.
Die dicht bewachsene und an der Nordostküste dünn besiedelte Insel liegt etwa zwei Kilometer vor der Südwestküste von Malakula.
2009 hatte Tomman 253 Einwohner.